# 馬亨德蘭 (演員)
馬亨德蘭（英語：Mahendran），印度男演員，主要參演泰米爾語和泰盧固語電影。他3歲起演戲，作為童星出演了上百部六種語言的電影，創下了印度的紀錄。2013年，他在《佳節》中擔任主角，成為成人後的事業突破。

## 職業生涯
馬亨德蘭憑藉K·S·拉維庫瑪的《村長》（1994年）首次亮相銀幕。他以《母愛啊母愛！》（1995年）和《昆巴科南·戈帕魯》（1998年）兩度獲得泰米爾納德邦國家電影獎最佳兒童演員。
2013年，成年後的馬亨德蘭與馬拉維卡·梅農主演了《佳節》，該片根據根據獲獎短片《空閒》（Uthiri）改編。《佳節》上映後取得外界普遍好評。

## 外部連結
- 馬亨德蘭在互联网电影资料库（IMDb）上的資料（英文）